# Demetrios II. (Seleukide)

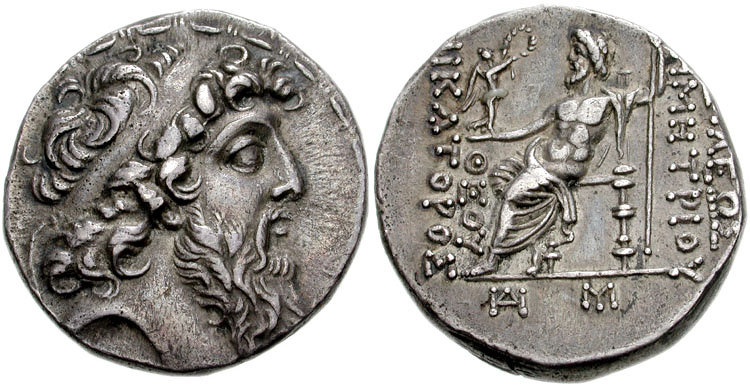
Münze Demetrios’ II.

Demetrios II. Nikator (altgriechisch Δημήτριος Νικάτωρ Dēmḗtrios Nikátōr; * kurz vor 160 v. Chr.; † 125 v. Chr.), auch genannt Theos Philadelphos, Sohn des Demetrios’ I. Soter, war König des syrischen Seleukidenreiches von 145 bis 139/138 v. Chr. und von 129 bis 125 v. Chr.

## Frühes Leben und Machtergreifung
Als der Usurpator Alexander I. Balas 153 v. Chr. mit römischer Zustimmung den Kampf um den syrischen Thron gegen den Seleukiden Demetrios I. Soter aufnahm, ließ Letzterer seine älteren Söhne Demetrios II. und Antiochos VII. mit Schätzen versehen nach Knidos flüchten. 150 v. Chr. fiel Demetrios I. im Kampf gegen Alexander Balas, der unter anderem von Ptolemaios VI. von Ägypten Unterstützung erhielt. Nun wurde der Usurpator neuer Seleukidenherrscher und erhielt Kleopatra Thea, eine Tochter des ägyptischen Königs, zur Gemahlin.
147 v. Chr. eröffnete Demetrios II. den Kampf um sein väterliches Reich und ging zunächst mit einem vom Kreter Lasthenes angeworbenen Söldnerheer nach Kilikien. Apollonios, der Statthalter Koilesyriens, schloss sich ihm an, unterlag aber dem mit Alexander Balas verbündeten Makkabäer Jonatan. Ptolemaios VI. kam zwar 146 v. Chr. seinem Schwiegersohn Alexander Balas mit starken Streitkräften in Phönizien zu Hilfe, besetzte aber alle auf dem Weg liegenden Städte. In Seleukeia Pieria angekommen, ließ er diese Stadt ebenfalls mit einer ptolemäischen Besatzung versehen und wechselte die Seiten. Er nahm seine Tochter Kleopatra Thea ihrem Gatten weg und bot sie nun als Teil eines Bündnisvertrages Demetrios II. als Gemahlin an. Die Gründe für diesen Schritt des Ptolemäerkönigs sind umstritten. Ein angeblich von Alexander Balas gegen seinen Schwiegervater angestiftetes Attentat dürfte jedenfalls nicht der maßgebliche Grund gewesen sein.
Alexander Balas kämpfte noch gegen aufständische Bewohner Kilikiens, als Ptolemaios VI. vor der seleukidischen Hauptstadt Antiochia erschien. Dort hatte Alexander Balas seinen Vertrauten Tryphon (auch Diodotos genannt) und Hierax die Macht anvertraut, die aber nun abfielen. Sie überredeten die Antiochener – die vor der Rache Demetrios’ II. wegen ihres schlechten Betragens gegenüber dessen Vater Demetrios I. Angst hatten –, ihre Stadt dem ägyptischen König zu übergeben. Alexander Balas’ in Antiochia stationierte Truppen und die Einwohner der Stadt boten nun dem ägyptischen König an, auch Monarch des Seleukidenreichs zu werden, wohl weil sie sich vor Repressalien seitens Demetrios II. fürchteten. Zwar band sich Ptolemaios VI. das dargereichte Diadem um, doch verzichtete er in einer zweiten Versammlung wohl vor allem im Hinblick auf einen wahrscheinlichen Widerspruch der Weltmacht Rom auf eine Doppelherrschaft in Ägypten und Syrien, sondern erklärte, dass er nur Koilesyrien annektieren, das restliche Seleukidenreich aber Demetrios II. überlassen wolle, für dessen Wohlverhalten er garantiere. Der Historiker Polybios nennt Ptolemaios VI. allerdings König von Syrien.
Von Kilikien kommend verlor Alexander Balas etwa im Juni 145 v. Chr. die entscheidende Schlacht in der Nähe des Flusses Oinoparas (heute Afrin) unweit Antiochia gegen Demetrios II. und dessen ägyptischen Unterstützer. Auf der Flucht zu einem Araberscheich wurde Balas bald danach getötet. Aber auch Ptolemaios VI. erlag rasch seinen in der Schlacht erhaltenen Verletzungen. So wurde nun Demetrios II. unbestrittener Alleinherrscher von Syrien.

## Erste Regierung
Vergeblich versuchte Demetrios II., das Heer des gefallenen Pharaos in seine Gewalt zu bringen; es floh nach Ägypten. Nur die Elefanten konnte er erbeuten. Alle Truppen, die Ptolemaios VI. als Besatzung in syrische Städte gelegt hatte, sollen von deren Einwohnern niedergemetzelt worden sein. Demetrios II. legte sich nun den Beinamen Nikator zu. Münzinschriften belegen, dass er auch den Kulttitel Theos Philadelphos führte. Als er erfuhr, dass der Makkabäer Jonatan die seleukidischen Besatzungstruppen in der Burg von Jerusalem belagerte, zitierte er ihn zu einer Unterredung nach Ptolemais. Jonatan folgte dem Befehl und stimmte Demetrios II. mit reichen Geschenken gnädig. Der Makkabäer erkannte die Oberherrschaft des Seleukidenkönigs und den weiteren Verbleib von dessen Truppen in jüdischen Festungen an. Dafür verzichtete Demetrios II. gegen eine Tributleistung von 300 Talenten auf sein Steuerrecht in Judäa und beließ Jonatan die Hohepriesterwürde sowie die Herrschaft über die drei von Samaria annektierten Bezirke Lod, Ephraim und Ramatajim.
Mit seiner Gattin Kleopatra Thea hatte Demetrios II. die Söhne Seleukos V. Philometor und Antiochos VIII. Grypos sowie vermutlich eine Tochter Laodike.
Als Demetrios II. seine Macht für gefestigt hielt, glaubte er mit den ihm absolut ergebenen kretischen Söldnern auszukommen, während er die einheimischen Truppen entließ, die er sich damit zu Feinden machte. Eine Aufstandsbewegung in Antiochia unterdrückte er mit seinen Söldnern und 3000 von Jonatan gesandten Juden. Mit brutaler Härte rächte er sich an den feindlichen hauptstädtischen Bewohnern. Sein Regierungsstil wird generell als grausam und ausschweifend beschrieben. Unterstützt wurde seine Tyrannei vom Minister Lasthenes.
Nach der Machtergreifung Demetrios’ II. war der Stratege Tryphon in die Wüste Ostsyriens geflohen, da er wegen seines einstigen Abfalls von Demetrios I. die Rache von dessen Sohn Demetrios II. fürchtete; aus diesem Grund hatte er auch zu denjenigen gehört, die Ptolemaios VI. zur Übernahme der seleukidischen Königskrone hatten überreden wollen. Weil Demetrios II. sich durch seine despotische Regierungsweise beim Volk, vor allem in Antiochia, immer verhasster machte, bekam Tryphon bald großen Zulauf, u. a. von den entlassenen Truppen. Er nahm den Kampf gegen Demetrios II. auf und legitimierte ihn dadurch, dass er den in seine Hände geratenen zweijährigen Sohn von Alexander Balas und Kleopatra Thea als Antiochos VI. zum neuen König ausrief (145 v. Chr.). Da Demetrios II. sein Versprechen, die seleukidischen Besatzungstruppen aus den jüdischen Festungen abzuziehen, nicht gehalten und weiteren Tribut gefordert hatte, war er auch in Gegensatz zu Jonatan geraten. Tryphon eroberte das Hinterland Nordsyriens, schlug eine Armee Demetrios’ II., erbeutete dessen Elefanten und bekam nun auch Antiochia in seinen Besitz. So musste sich Demetrios II. nach Seleukeia zurückziehen. Tryphon ging nun ein Bündnis mit Jonatan ein. Die Generäle Demetrios’ II. kämpften erfolglos gegen die im Namen von Tryphon und Antiochos VI. operierenden jüdischen Truppen der Makkabäer. Diese entrissen Demetrios II. nach und nach die Kontrolle über das südliche Syrien. So blieb dem Seleukiden als Herrschaftsbereich die nordsyrische Küste von Tyros bis Seleukeia, außerdem ein Teil Kilikiens und die östlichen Provinzen Babylonien und Medien. Bis etwa 143 v. Chr. konnte Tryphon auch einige an der Nordküste Syriens gelegene Städte wie Berytos, Byblos, Ptolemais und Askalon in seine Gewalt bringen, ohne dass der genauere Verlauf der Kämpfe wegen fehlender Quellen rekonstruierbar wäre.
Als Tryphon den ihm zu unabhängig gewordenen Jonatan ermorden ließ (143 v. Chr.), machte er sich die Juden zu Feinden, die sich daraufhin unter Führung von Jonatans Bruder Simon wieder Demetrios II. näherten. Dieser anerkannte 142 v. Chr. Simon als Hohepriester und gewährte ihm Steuerfreiheit.

## Parthische Gefangenschaft
Obwohl nun Tryphon äußerst erfolglos gegen die Makkabäer kämpfte, konnte Demetrios II. diese Situation offenbar nicht ausnutzen. Er musste sich dem Einfall der Parther unter ihrem König Mithridates I. in Babylonien widmen. Mitte 141 v. Chr. gelang den Parthern die Eroberung von Seleukeia am Tigris. Die hellenisierten Bevölkerungsschichten Babyloniens hassten aber die neu etablierte Partherherrschaft und baten Demetrios II. durch Gesandtschaften, ihnen bei der Abschüttlung des fremden Jochs zu helfen. So zog der Seleukide 140 v. Chr. gegen Mithridates I. ins Feld und konnte dabei angeblich auch mit der Unterstützung der Elymäer, Baktrer und anderer Völker rechnen. Vielleicht hoffte er, nach einem Sieg in diesem im Osten seines Reichs geführten Krieg Tryphon in Syrien ebenfalls niederringen zu können (so der jüdische Historiker Flavius Josephus). Anfangs gestaltete sich sein Feldzug, auf dem er bis Medien vorstieß, sehr erfolgreich. Mithridates I. täuschte jedoch Demetrios II. durch scheinbare Friedensgespräche, so dass er ihn durch einen parthischen Feldherrn besiegen und gefangen nehmen lassen konnte. Anschließend wurde der Seleukidenkönig zehn Jahre lang festgehalten. Infolge dieses Sieges blieb Mesopotamien bis 130 v. Chr. unter parthischer Herrschaft.
Zunächst zeigte Mithridates I. den gefangenen Seleukidenkönig in Fesseln den von der Partherherrschaft abgefallenen Völkern. In der Folge verbesserten sich aber die Haftbedingungen von Demetrios II. deutlich. Er konnte seine Gefangenschaft auf würdige Weise in Hyrkanien verleben und wurde sogar mit Rhodogune vermählt, die eine Tochter des Mithridates I und Schwester des Phraates II. war. Letzterer wurde nach Mithridates’ Tod (138 v. Chr.) neuer Partherherrscher. Kleopatra Thea reagierte aber zornig auf die Nachricht von der Heirat ihres Gatten mit Rhodogune und ehelichte ihrerseits Demetrios’ Bruder Antiochos VII., der Tryphon bald besiegte und neuer syrischer König wurde.
Das Versprechen des Partherkönigs, Demetrios II. bald wieder in sein Königtum in Syrien zurückkehren zu lassen, wurde nicht eingehalten. Deshalb unternahm der Seleukide mit der Hilfe seines Freundes Kallimander einen ersten Fluchtversuch, der jedoch vereitelt wurde. Er musste zu Rhodogune zurückkehren und sich einer schärferen Aufsicht unterziehen. Der Ehe mit seiner parthischen Gattin entstammten mehrere Kinder. Dennoch wollte Demetrios II., als er nach geraumer Zeit kein Ende seiner Haft sah, erneut fliehen. Knapp vor der Grenze wurde er abgefangen, aber weiterhin gut behandelt und nach Hyrkanien zurückgeschickt. Da Antiochos VII. militärisch sehr unternehmungslustig war, wollten die Parther seinen Bruder Demetrios II. als möglichen Rivalen um den syrischen Thron in Bereitschaft halten. Dies erklärt die großzügige Behandlung des Gefangenen.

## Rückkehr und Tod
Tatsächlich unternahm Antiochos VII. 130 v. Chr. einen anfangs äußerst erfolgreichen Feldzug gegen die Parther. Nun ließ Phraates II. den Demetrios II. frei, weil er als Prätendent gegen seinen Bruder um die Herrschaft im Seleukidenreich streiten sollte. Allerdings fand Antiochos VII. bereits Anfang 129 v. Chr. im Partherkrieg den Tod und Demetrios II. konnte in sein Reich zurückkehren, ehe ihn die Parther ein drittes Mal abfangen konnten.
Zunächst gelang es Demetrios II., erneut seine Herrschaft als Seleukidenkönig durchzusetzen, allerdings nur in Nordsyrien und Kilikien. Damals führte die ägyptische Königin Kleopatra II., die Mutter Kleopatra Theas, Krieg gegen ihren Brudergemahl Ptolemaios VIII. und bat ihren Schwiegersohn Demetrios II. um militärischen Beistand. Im Gegenzug versprach sie ihm eine Beteiligung an der Regierung Ägyptens. Der Seleukidenkönig ging auf das Angebot ein, wurde aber bei der ägyptischen Grenzfestung Pelusion von Ptolemaios VIII. geschlagen und musste den Rückzug antreten (129/128 v. Chr.). Nun ging Ptolemaios VIII. in die Offensive und stellte einen seleukidischen Gegenkönig namens Alexander II. Zabinas auf, der die Herrschaft in Syrien erlangen wollte. Die militärische Stellung von Demetrios II. war schwach und etliche Städte Nordsyriens wie Antiochia und Apameia fielen von ihm ab. Seine Herrschaft konnte der Seleukide nach Münzzeugnissen aber in Tyros, Sidon, Seleukeia und Ptolemais weiterhin behaupten.
Die entscheidende Schlacht bei Damaskus verlor Demetrios II. gegen Zabinas (126 v. Chr.). Auf der Flucht blieben ihm die Stadttore von Ptolemais auf Befehl Kleopatra Theas verschlossen, die dafür sorgte, dass er auch in Tyros keine Zuflucht fand, sondern in der Nähe dieser Stadt getötet wurde.